# Ole Berg (läkare)
Ole Sigurd Berg, född 10 januari 1910 i Ronneby, död 19 oktober 1988, var en svensk neurolog.

## Biografi
Berg var son till fabriksägaren Johan Berg och Elisabeth, född Gadd. Han tog studentexamen i Malmö 1928, medicine kandidat 1932, medicine licentiat 1938 och medicine doktor i Lund 1950 på avhandlingen A study of the effect of evipan on the flicker fusion intensity in brain injuries. Han var docent i patologi vid Lunds universitet 1950-1953, i neurologi från 1953.
Han tjänstgjorde som amanuens vid patologiska institutionen vid Lunds universitet 1938-1940 och var tillförordnad överläkare vid medicinska kliniken vid Malmö allmänna sjukhus 1943-1945. Berg var andre underläkare vid Malmö allmänna sjukhus och underläkare vid Lunds lasarett 1945-1953, förste underläkare från 1953 och biträdande överläkare vid neurologiska kliniken vid Lunds lasarett från 1954. År 1966 utnämndes han till överläkare och klinikchef vid den då nystartade neurologiska kliniken vid Regionsjukhuset i Örebro. Efter pensioneringen 1974 flyttade han tillbaka till Skåne, där han var verksam som privatpraktiker på Läkarhuset Ellenbogen i Malmö under några år.
Berg gifte sig 1943 med Lotty Friis (född 1914), dotter till generallöjtnanten Torsten Friis och Lotty, född Salin. Han var far till Mathias (född 1945). 